# Campephilus
Campephilus – rodzaj ptaków z podrodziny dzięciołów (Picinae) w rodzinie  dzięciołowatych (Picidae).

## Zasięg występowania
Rodzaj obejmuje gatunki występujące w Ameryce.

## Morfologia
Długość ciała 28–60 cm; masa ciała 178–570 g.

## Systematyka

### Etymologia
- Dendrocopus: gr. δενδρον dendron „drzewo”; κοπος kopos „uderzający”, od κοπτω koptō „uderzać”[11]. Gatunek typowy: Picus principalis Linnaeus, 1758; młodszy homonim Dendrocopus Vieillot, 1816 (Picidae).
- Campephilus: gr. καμπη kampē „gąsienica”; φιλος philos „miłośnik”[11].
- Megapicos: gr. μεγας megas, μεγαλη megale „wielki”; późnogr. πικος pikos „dzięcioł”, od łac. picus „dzięcioł”[11]. Gatunek typowy: Picus imperialis Gould, 1832.
- Phloeoceastes: gr. φλοιος phloios – kora drzewa, od φλεω phleō „obfitować”; κεαζω keazō „podzielić, rozszczepić”[11]. Gatunek typowy: Picus robustus M.H.C. Lichtenstein, 1819.
- Scapaneus: gr. σκαπανευς skapaneus „kopacz”, od σκαπανευω skapaneuō „wykopać”, od σκαπτω skaptō „kopać”[11]. Gatunek typowy: Picus melanoleucos J.F. Gmelin, 1788.
- Cniparchus: gr. κνιψ knips, κνιπος knipos „kornik, owad”; αρχος arkhos „wódz”, od αρχω arkhō „rządzić”[11]. Gatunek typowy: Picus haematogaster von Tschudi, 1844.
- Ipocrantor: gr. ιψ ips, ιπος ipos „kornik”; κραντωρ krantōr, κραντορος krantoros „władca, monarcha”, od κραινω krainō „dowodzić”[11]. Gatunek typowy: Picus magellanicus P.P. King, 1827.
- Megalopipo: gr. μεγας megas, μεγαλη megalē „wielki”; πιπω pipō „dzięcioł”[11]. Korekta nazwy Megapicos Malherbe, 1849.

### Podział systematyczny
Do rodzaju należą następujące gatunki:
- Campephilus pollens (Bonaparte, 1845) – dzięcioł białowstęgi
- Campephilus haematogaster (von Tschudi, 1844) – dzięcioł wspaniały
- Campephilus rubricollis (Boddaert, 1783) – dzięcioł czerwonoszyi
- Campephilus robustus (M.H.C. Lichtenstein, 1819) – dzięcioł jasnogrzbiety
- Campephilus guatemalensis (Hartlaub, 1844) – dzięcioł jasnodzioby
- Campephilus melanoleucos (J.F. Gmelin, 1788) – dzięcioł szkarłatnoczuby
- Campephilus gayaquilensis (Lesson, 1845) – dzięcioł pręgogrzbiety
- Campephilus leucopogon (Valenciennes, 1826) – dzięcioł płowogrzbiety
- Campephilus magellanicus (P.P. King, 1827)  – dzięcioł magellański
- Campephilus principalis (Linnaeus, 1758) – dzięcioł wielkodzioby – takson prawdopodobnie wymarły[13], ponownie odkryty w 2004 roku[14], lecz odkrycie to zostało niemal natychmiast zakwestionowane i brak jest niezbitych dowodów na istnienie tego gatunku[15][16][17][18]
- Campephilus imperialis (Gould, 1832) – dzięcioł cesarski – takson prawdopodobnie wymarły około 1956 roku[19]